# Jens Christian Djurhuus
Jens Christian Djurhuus, genannt Sjóvarbóndin (* 21. August 1773 in Nes (Eysturoy), Färöer; † 29. November 1853 in Kollafjørður) war färöischer Bauer und der erste Dichter, der auf Färöisch schrieb.
Die mündlich überlieferten färöischen Balladen inspirierten ihn zur Neudichtung weiterer Balladen nach alten Sagen im traditionellen Stil, die bis heute große Popularität unter den Färingern genießen. Seine gelehrten Zeitgenossen sahen ihn als lebenden Skalden. Zusammen mit Nólsoyar Páll war er der erste literarische Vertreter der färöischen Romantik.

## Familie und Hof
Jens Christian war der vierte Sohn von Johan Christian Djurhuus (1741–1815) und Maria Hansdatter Rønning (1741 in Norwegen – 1807). Seine älteren Geschwister hießen Inger Maria, Hans Hendrik und Annika Hedveg. Letztere heiratete später den dänischen Färöerforscher Jørgen Landt. Es wird vermutet, dass er zur Lateinschule in Tórshavn ging. Es kann aber auch sein, dass er Privatunterricht erhielt. Jedenfalls konnte er als Erwachsener gut lesen und schreiben und begründete so den dichterischen Ruhm des Djurhuus-Geschlechts.
1797 heiratete er Jóhanna Maria Jensdóttir, die Tochter des Bauern Jens Didriksen vom Hof Við Sjógv in Kollafjørður. Jóhanna Maria hatte keine Geschwister und war daher Alleinerbin des Hofs. Im gleichen Jahr bekam Djurhuus den Hof zur Pacht. Daher kommt der Name Sjóvarbóndin – „der Bauer við Sjógv“ oder wörtlich „der Bauer bei der See“ (sjóvar ist der Genitiv von sjógv (Meer, See) und bóndin heißt der Bauer). Für färöische Verhältnisse war das ein ansehnlicher Besitz. 1801 lebten hier 13 Personen, und Carl Julian von Graba berichtet 1828, dass hier jährlich 300 Schafe geschlachtet wurden. Zusammen bekam das Ehepaar zwischen 1799 und 1816 acht Söhne und zwei Töchter.
Über das kulturelle Leben auf dem Hof schreibt Petur Mohr Dam 1967:

„Die Roykstova-Kultur auf dem Hof Við Sjógv in Kollafjørður mit ihren Balladen, Geschichten, Sagen, Sprichwörtern und Diskussionen über alles, was damals aktuell war, sowohl im In- als auch im Ausland, hat – wie vielleicht nirgends sonst auf den Färöern – die Volksseele und die Gesinnung geprägt und beeinflusst. Die Roykstova dieses Hofes war der Treffpunkt des ganzen Dorfes. Hier trafen sich die Alten und Jungen in den Winterabenden. In diesem ganzen kraftvollen Roykstova-Leben waren es die [jeweiligen] Bauern des Hofs, die den Mittelpunkt der Allgemeinheit bildeten.“

## Der Dichter
Jens Christian Djurhuus war der erste Dichter, der auf Färöisch schrieb. Hierbei nahm er sich die färöischen Balladen zum Vorbild, die seit dem Mittelalter mündlich überliefert wurden und zum ersten Mal von Jens Christian Svabo systematisch gesammelt wurden (ab 1781). Seine bekanntesten Balladen (kvæði) sind Ormurin langi, und die beiden Balladen über Leivur Øssurson und Sigmundur Brestisson. Seine bekannteste Spottweise (táttur) ist Lorvíks Páll. Auch übersetzte er John Miltons Paradise Lost und nannte es Púkaljómur (Teufelsballade).
Kristian Djurhuus (einer der Nachkommen) schreibt 1978:
Tatsächlich verbreiteten sich Djurhuus’ Balladen schnell auf den gesamten Färöern. Dies ist der klaren, reinen Sprache zuzuschreiben, in der sie verfasst wurden, und dem alten Stil der Skaldendichtung. Es war die Zeit der Nationalromantik, die auch die nordischen Länder erfasste. Auf Svabos Pionierwerk folgten Leute wie Johan Hendrik Schrøter, der dem Dänen Hans Christian Lyngbye bei der Herausgabe des ersten Buchs auf Färöisch half: Færøiske Quæder om Sigurd Fofnersbane og hans Æt. Dadurch wurde die Außenwelt auf das Kulturerbe der Färöer aufmerksam, und es war für Fachleute interessant, dass es Leute wie Jens Christian Djurhuus gab, die sich in der Tradition der alten Skalden mit Neudichtungen befassten. Unter jenen Gelehrten war der junge V. U. Hammershaimb, der als Student 1841 die Färöer besuchte und am 5. August Djurhuus in Kollafjørður aufsuchte. Auch wenn von dem Treffen nichts überliefert ist, so muss es eine Sternstunde der färöischen Kultur gewesen sein: Der Begründer einer neuen färöischen Literatur traf auf den Begründer der neufäröischen Schriftsprache.
Djurhuus’ Balladendichtung war für ihre Zeit neu. Bis dahin gab es neben den mündlich überlieferten Volksweisen nur neuere Spottverse (táttur), die auf individuelle Dorfbewohner gemünzt waren. Djurhuus war der Erste, der sich ernsthafterer Themen annahm und diese auf Färöisch behandelte. Hierbei spielt nach Ansicht von Hanus Kamban möglicherweise sein familiärer Hintergrund eine Rolle. Die Großeltern väterlicherseits kamen aus Dänemark, die Mutter aus Norwegen. Die Mutter sollte ihre Heimat nie mehr wiedersehen, nachdem sie auf die Färöer ging, und so könnte eine tiefe Sehnsucht die künstlerische Ader im Sohn geweckt haben. Hinzu kommt die Sage, dass seine Mutter eine Nachkommin von Håkon Jarl gewesen sei, dem Vater von Jarl Erik, der Hauptperson in Ormurin langi. Das könnte sein starkes Interesse an dem alten Sagenstoff erklären. Sein spezielles Interesse für die färöische Sprache und die traditionellen Tanzweisen kann er hingegen kaum von seinen Eltern gehabt haben. Kamban erklärt dies mit seiner Jugend auf dem Hof in Nes, wo er mit der Roykstova-Kultur aufwuchs und Färöisch lernte.
Djurhuus’ eigene Balladen beruhen auf historischen Texten der isländischen Literatur des Mittelalters, nämlich alten Sagas wie der Färingersaga oder Heimskringla. Hammershaimb schreibt 1891:

„...ich wurde während meines Aufenthaltes da oben [auf den Färöern] öfters gebeten, alte isländische Sagas auszuleihen, die Stoff für eine Balladendichtung abgeben könnten, und das passierte – nicht selten schön und gut im alten Stil, siehe zum Beispiel die Ballade Ormurin langi.“

Im selben Buch veröffentlichte Hammershaimb dieses Lied neben vielen anderen und machte es so der damaligen gelehrten Welt zugänglich.
Jens Christian Djurhuus’ Balladen sind noch heute die beliebtesten und meistgesungenen auf den Färöern. Die Viking-Metal-Gruppe Týr machte Ormurin langi auch einer breiteren internationalen Öffentlichkeit bekannt.

## Der Mensch
Hanus Kamban schreibt in seinem Werk über Janus Djurhuus (ein Urenkel des Jens Christian Djurhuus) von widersprüchlichen Angaben zum Menschen Djurhuus. So führt er Literaturwissenschaftler an, die ihm ein zurückgezogenes Wesen bescheinigen. Er soll demnach ein „Stubenhocker“ gewesen sein. Das oben angeführte Zitat von Kristian Djurhuus malt eher das Bild des „sympathischen Patriarchen“, während man sich auf den Färöern erzählte, dass er „seine Arbeit nicht richtig erledigte“, ein „Spaßmacher, der gerne andere veräppelte“ war, oder „genau wie Janus“ (sein Urenkel). Kamban merkt an, dass es auf den Färöern üblich war, dass man alle Leute für Nichtstuer oder verrückt hielt, die sich „für etwas Anderes interessierten, als die tägliche Schufterei und Schlepperei“.

## Nachfahren
Jens Christian Djurhuus’ ältester Sohn Jens Hendrik Djurhuus (* 1799) setzte das Werk des Vaters fort.
Seine berühmtesten Nachfahren sind wohl die beiden Urenkel, die Brüder Janus Djurhuus und Hans Andrias Djurhuus.